# Q (novel·la)
Q és una novel·la històrica de Luther Blissett, "nom múltiple sota el qual actua programàticament un nucli de desestabilització del sentit comú", publicada per primera vegada a Itàlia el 1999.
Darrere del nom col·lectiu hi havia quatre escriptors residents a Bolonya: Roberto Bui, Giovanni Cattabriga, Federico Guglielmi i Luca Di Meo, més tard coneguts amb el pseudònim col·lectiu Wu Ming.
Publicat a Itàlia per Einaudi, ha estat traduït a l'anglès, castellà, euskera, alemany, holandès, francès, portuguès, danès, polonès, grec, rus, txec, coreà i turc.
Com tots els llibres escrits per Luther Blissett i Wu Ming des de 1996, es permet la reproducció de l'obra sense fins comercials. Es tracta d'un precedent important, ja que és la primera obra publicada per un segell gran amb una fórmula anti-copyright.